# Aeroporto Internacional Owen Roberts
O Aeroporto Internacional Owen Roberts é um aeroporto das Ilhas Cayman localizado na cidade de George Town, capital do território ultramarino britânico.
Recebe o nome de Owen Roberts, pioneiro da aviação nas ilhas. Atualmente, mais de 1 milhão de passageiros passam pelo aeroporto ao ano, muito devido à condição de paraíso fiscal e o turismo.
O início de Cayman Airways voos para Cidade do Panamá, Panamá é antecipado para permitir que os turistas brasileiros a viajar para as Ilhas Cayman via Copa Airlines voos para Panamá.

## Linhas Aéreas e Destinos
| Linhas Aéreas        | Destinos                                                                                           |
| -------------------- | -------------------------------------------------------------------------------------------------- |
| Air Canada           | Toronto-Pearson                                                                                    |
| American Airlines    | Miami                                                                                              |
| British Airways      | Londres-Heathrow, Nassau                                                                           |
| Cayman Airways       | Caimã Brac, Havana, Kingston, La Ceiba, Miami, Montego Bay, Nova York-JFK, Tampa, Cidade do Panamá |
| Continental Airlines | Houston-Intercontinental, Newark                                                                   |
| Delta Air Lines      | Atlanta                                                                                            |
| Island Air           | Grande Caimã, Pequena Caimã, Caimã Brac                                                            |
| United Airlines      | Washington-Dulles                                                                                  |
| US Airways           | Charlotte                                                                                          |
| WestJet              | Toronto-Pearson                                                                                    |

## Ligações Externas
- Dados do aeroporto - World Aero Data (em inglês)